# Чарльз Едвард Мерріам
Чарльз Едвард Мерріам (англ. Charles Edward Merriam; 15 листопада 1874 р. — 8 січня 1953 р.) — професор політології в Чиказькому університеті, засновник поведінкового підходу до політології; був наставником багатьох аспірантів, видатним інтелектуалом у Прогресивному русі та радником кількох президентів США. Після смерті професора Нью-Йорк Таймс назвала його «одним з видатних політологів у США».

## Дитинство та освіта
Чарльз Мерріам народився 15 листопада 1874 року в місті Хопкінтон, штат Айова. Батько — Чарльз Едвард Мерріам; мати — Маргарет Камбелл Кірквуд. Родина Меріамсів бере своє коріння від шотландських емігрантів, які поселилися в штаті Массачусетс в 1638 році. Батько Чарьза перебрався до Айови в 1855 і служив в 12 піхотному полку Айови під час Громадянської війни. Чарльз і Маргарето (обидва Пресвітеріани) одружилися в 1868. Чарльз старший тримав магазин галантереї і був постмейстером та президентом шкільної ради в Хопкінтоні. Чарльз Молодший мав старшого брата — Джона Кембелла Меріана (який став палеонтологом) та молодшу сестру — Сюзан Агнес Мерріан.
Мерріам відвідував загальну школу в Хопкінтоні. Він закінчив Ленокский коледж в 1893, а через рік повернувся сюди ж, аби отримати ступінь бакалавра з права в університеті Айови в 1895 році. Він отримав магістерську ступінь в 1897, а ступінь доктора в 1900 в університеті Колумбії. Він навчався у Парижі та Берліні в 1899, поки завершував свою докторську дисертацію. Серед його наставників, від яких він перейняв більшу частину своєї ранньої політичної думки були Френк Джонсон Гудн, Отто фон Гірке та Джеймс Гарві Робінсон.
Одружився з Елізабет Гільдою Дойл (з Констабла, штат Нью-Йорк) у 1900 році.

## Кар'єра

### Академічна кар'єра та внески
В 1900 році Меріан став першим членом факультету політичних наук в Університеті Чикаго. Він опублікував «Історію американських політичних теорій» в 1903 році, яка була письмовим аналізом американських політичних рухів, які сильно підтримували Прогресивізм, який тільки почав зароджуватися в США. Чарльз швидко рухався по кар'єрній драбині і в 1911 році отримав звання професора, і цього ж року став головою відділу політичних наук, де залишався аж до самого виходу на пенсію. З 1907 по 1911 він посідав місце голови Коледжу комерції та бізнесу, який був попередником Будинком школи бізнесу.
Меріан значно вплинув на дисципліну політичної науки в США протягом свого часу в академічному світі. В 1985 році два політичні вчені в своїй роботі о дисципліні зазначили, що руку Мерріама можна побачити практично в усіх аспектах сучасної політології. «Як і будь-який окремий вчений протягом цього періоду, Мерріам встановив стандарт того, як вивчати американську демократію в академічних закладах», — пише інший політолог в 2008 році в своїй оцінці роботи Мерріама. Політолог Габрієль Альмонд зазначив, що Чиказька школа відома тим, що стала основоположником сучасної політології, а Чарльз Е. Мерріам переважно відомий, як засновник та формувач Чиказької школи.
Мерріам був провідним захисником використання даних та кількісного аналізу в практиці політології (хоча сам він майже не практикував математику або статистику), а також він перший впровадив бехівіоризм (поведінковий підхід) в політології. Мерріам «заперечував користь теорій» і пропагандував «практичну» політологію, яку спрямовував на створення більш гармонічного, демократичного та плюралістичного суспільства. Наслідком цього мислення стало його «бачення соціологів, як технічних радників суспільних політичних лідерів».
Також Мерріам сильно вплинув на адміністративну складову факультету політології в академії. Він забрав факультет, який представляли найкращі політологи тогодення, які випустили нове покоління політологів, які створили кафедру, яка домінувала протягом наступних 30 років. Його вплив на структуру, викладачів та репутацію кафедри був таким потужним, що останні не змогли оговтатися після його виходу на пенсію в 1940 році. Також він підштовхнув дисципліну відмовитися від теоретичних дискусій в європейському стилі і перейти до практичних досліджень, і він створив перші дослідницькі міждисциплінарні соціальні інститути у Сполучених Штатах. Також він був лідером у здійсненні приватних грантів та фондів для фінансування цього дослідження. Згідно слів Гарольда Ласвелла, Мерріам також сприяв використанню психологічних понять у галузі політології.

### Місцева політична кар'єра
Мерріан був членом чиказької міської хартії в 1906 році. В цьому ж році Міський клуб Чикаго дав йому доручення на вивчення системи податків Чикаго, а пізніше він став віце-президентом цієї впливової організації. Він був депутатом 7-ї палати чиказької міської ради з 1909 по 1911 рокі. Також він працював у двох ключових комітетах міста (злочинності та фінансів) і був членом трьох важливих комісій міста (комісія з витрат міста, комісії порту та комісія відходів). Поки він працював в комісії порту, він познайомився з Фредеріком Делано — дядьком Франкліна Д. Рузвельта.
Він залишив свій офіс в 1911 році аби безуспішно балатуватися в мери Чикаго від Республіканців. Менеджером його кампанії був Гарольд Ікес. І хоча він отримав підтримку більшості республіканців, він майже програм Картеру Харізону молодшому. Меріан та Ікес допомогли заснувати Іллінойську Прогресивну партію, яка допомагала Роберту М. Ла Фоллетту в президентській гонці, поки Рузвельт не переміг його в номінації «Прогресивна партія». В 1912 році Меріан виступав за колишнього президента Теодора Рузвельта. З 1913 по 1917 рік він знову працював депутатом, але вже більше як незалежний учасник. В 1915 Мерріан знову балатувався в мери Чикаго, але програв Республіканську більшість Вільяму Хейлу Томпсону. В 1916 створив бюро державної ефективності — приватну організацію, яка допомагала створювати багато квазі-державних корпорацій та допомогла організувати район парку в Чикаго. В 1917 Мерріан програв свою кандидатуру на переобрання в депутати до республіканської партії, а в 1919 знову спробував стати мером Чикаго, але ще раз програв ще чинному Томпсону.

### Державна служба
федеральному службі. У 1911 році президент Вільям Ховард Тафт запропонував йому місце в Комісії з економіки та ефективності, органу, створеному згідно з Законом про державні асигнування 1910 року для вивчення адміністрації виконавчої влади, але Мерріям відмовився. У 1917 році президент Вудро Вільсон запропонував йому працювати у новоствореній Комісії з міжнародної торгівлі (сьогодні — Комісія з міжнародної торгівлі Сполучених Штатів), але знову відмовився від федеральної служби. Під час Першої світової війни 43-річний Мерріам приєднався до армійського корпусу США, був призначений на посаду капітана і служив в атестаційній державній комісії авіаційного огляду в Чиказькому регіоні. Він також був у державному комітеті громадської інформації — незалежному державному агентстві, створеному для впливу на громадську думку США та заохочення американської участі в Першій світовій війні. З квітня по вересень 1918 р він був американським верховним комісаром з громадської інформації в Римі, де розробив пропаганду, спрямовану на популяризацію італійської громадської думки. Його місія полягала не тільки в заохоченні італійської громадськості тримати Італію у війні на союзній стороні, але й підірвати підтримку соціалістичних та комуністичних політичних партій. Він навіть використовував гроші Фонду Рокфеллера, щоб переконати лідера соціалізму Беніту Муссоліні підтримати війну. Однак за час свого існування в Римі Мерріам узурпатував прерогативи посла США та співробітників посольства, і його повторні зіткнення змусили його відправити назад до Сполучених Штатів лише через шість місяців на посаді. Сам Мерріам стверджував, що він глибоко вражений своїм досвідом в Італії, хоча він і не пояснив, яким чином його погляди змінилися.
Повернувшись в Чикаго Мерріам координував та опублікував ряд порівняльних досліджень політологів щодо використання експертиз у розробці політики, громадянській освіті та громадській думці. Внесок Мерріама в серію «Виготовлення громадян» (1934), який дуже оцінили в радянській Росії, нацистській Німеччині та використання фашистською Італії, де активно використовували ці інструменти для посилення почуття національної мети та досягнення цілей політики. Мерріам, однак, дуже критично ставився до цих режимів і вважав, що більш науковий підхід дозволить уникнути месіанізму, на якому ці уряди спираються і зміцнюють демократичні та плюралістичні норми
Він був співзасновником Комітету з досліджень місцевих громад (LCRC) у 1923 році за кошти Фонду Меморіалу Рокфеллера Лаури Сельмана, він створив програми збору даних про міські проблеми та розповсюдження поточних ідей політики. Він також допоміг організувати Раду з досліджень соціальних наук (яка відщепилася від LCRC) у 1923 році, за допомогою гранту Фонду Рокфеллера, і був її першим президентом 1924 року. У 1929 році він заснував (знову ж таки, за допомогою гранту Фонду Меморіалу Спілмана Рокфеллера) Клірингову Палату державного управління — групу, яка сприяла співпраці та комунікації між асоціаціями у сфері державного управління
В 1925 році Мерріем був президентом Американської політологічної асоціації. У цьому ж році він видав книгу «Нові аспекти політики», в якій закликав розподілити ресурси політологічних досліджень у пошуках вирішення нагальних соціальних проблем.
В 1929 році Мерріам повернувся до державної служби, виконуючи обов'язки заступника голови Комітету з наукових досліджень президента Герберта Гувера «Про соціальні тенденції» (PRCST). Величезна федеративна дослідницька ініціатива в галузі демографії та нових соціальних питань «змінила напрямок і використання досліджень у галузі соціальних наук у Сполучених Штатах».
Його стосунки з Ікесом дозволили йому продовжувати працювати в столиці на чолі з президентом Франкліном Д. Рузвельтом. Під час Великої депресії він вважався найвпливовішим політологом країни. У липні 1933 року Гарольд Ікес (тодішній міністр внутрішніх справ Сполучених Штатів) призначив Мерріаму місце для служби в Національному комітеті планування (та його наступників: Рада національних ресурсів та Національний комітет планування ресурсів). Мерріам допоміг скласти пропозиції щодо розширення держави добробуту, але, хоча президент Рузвельт затвердив плани та запропонував їх реалізувати у своїй промові «Чотири свободи» від 6 січня 1941 року, пропозиції були політично неможливими і не були прийняті.
Мерріам вважав, що частина успіху або невдачі пропозицій Національного планувального управління залежала від адміністративної спроможності виконавчої влади приймати і просувати ідеї до рекомендованої політики. Тому Мерріам почав лобіювати Президента Рузвельта для комісії для вивчення структури та функцій виконавчої влади. Рузвельт був дуже сприйнятливий до ідеї. Верховний суд знищив Національний закон про відродження промисловості (ключове законодавче досягнення Нового курсу) в Schechter Poultry Corp. v. United States, 295 U.S. 495 (1935), і значно обмежив повноваження Президента зняти членів незалежної виконавчої влади агентства в Panama Refining Co. v. Ryan, 293 US 388 (1935). Мерріам запевнив президента, що, якщо б він створив комітет для розгляду адміністрації виконавчої влади, то доповідь комітету може бути написана таким чином, щоб виправдати цілі реорганізації президента, прикріпивши їх у нейтральній мові наукових досліджень. 22 березня 1936 р. Рузвельт створив Комітет з адміністративного управління (широко відомий як Комітет Браунлоу) і надав йому завдання розробляти пропозиції щодо реорганізації виконавчої влади. Крім того, комітет з трьома людьми складався з Луї Браунлоу та Лютера Гуліка. 10 січня 1937 року Комітет випустив свою доповідь. Відома заява про те, що «Президентові потрібна допомога», в доповіді Комітету виступав сильний виконавчий директор, серед яких 37 рекомендацій, суттєве розширення штату президента, інтеграція управлінських структур у єдине президентське відділення, розширення системи заслуг, інтеграція всіх незалежних агентств у існуючі кабінети кабінету та модернізація федеральної бухгалтерської та фінансової практики.

## Пенсія та смерть
Чарльз Мерріам пішов у відставку з Чиказького університету в 1940 році, у віці 66 років.
Він був останнім директором Меморіального фонду Люсі Спермана Рокфеллера, який діяв у цій якості з 1940 року до його злиття з Фондом Рокфеллера в 1949 році.
Чарльз Мерріам помер 8 січня 1953 року в лікарні Hilltop в Роквіллі, штат Меріленд, після тривалої хвороби. Його пережила його дочка та троє синів. Він похований на Національному кладовищі Арлінгтона.
Університет штату Іллінойс вшановує видатного академіка в Премії ім. Чарльза Е. Мерріама за видатні дослідження в галузі публічної політики.

## Відомі роботи
Мерріам був плідним автором під час свого життя. В даному списку наведені його найбільш відомі наукові роботи:
- A History of American Political Theories. New York: MacMillan, 1903.
- The American Party System: An Introduction to the Study of Political Parties in the United States. New York: MacMillan, 1922.
- Non-Voting: Causes and Methods of Control. Chicago: The University of Chicago Press, 1924.
- New Aspects of Politics. Chicago: University of Chicago Press, 1925.
- The Making of Citizens: A Comparative Study of Methods of Civic Training.Chicago: University of Chicago Press, 1931.
- Civic Education in the United States. New York: Scribner, 1934.